# Copa Ibarguren

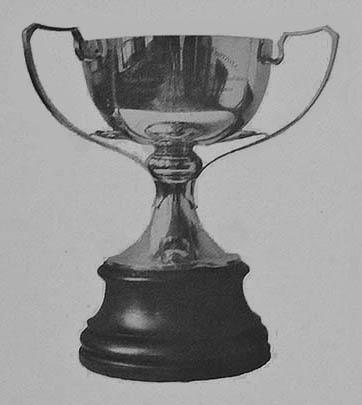
Trofeo assegnato al vincitore

La Copa Dr. Carlos Ibarguren o Copa Ibarguren fu un torneo organizzato in Argentina, disputato tra il 1913 e il 1958.

## Storia
Il trofeo fu donato dal ministro della pubblica istruzione Carlos Ibarguren e fu disputato fra le squadre vincitrici dei campionati provinciali dell'Argentina e le vincitrici della massima serie nazionale. La coppa è sempre stata contesa in una singola partita tra i campioni di:
- 1913-1938: Primera División e Liga Rosarina de Fútbol (dal 1931 Asociación Rosarina de Fútbol)
- 1939: Primera División e Liga Litoral
- 1940-1941: Primera División e Asociación Rosarina de Fútbol
- 1942-1958: Primera División e Copa Presidente

## Albo d'oro
- 1913: Racing Club
- 1914: Racing Club
- 1915: Rosario Central
- 1916: Racing Club
- 1917: Racing Club
- 1918: Racing Club
- 1919: Boca Juniors
- 1920: Tiro Federal[1]
- 1921: Newell's Old Boys
- 1922: Huracán
- 1923: Boca Juniors
- 1924: Boca Juniors
- 1925: Huracán
- 1937: River Plate
- 1938: Independiente
- 1939: Independiente
- 1940: Boca Juniors
- 1941: River Plate
- 1942: River Plate
- 1944: Boca Juniors
- 1950: Liga Mendocina de Fútbol
- 1952: River Plate & Liga Cultural de Frías [2]
- 1958: Liga Cordobesa de Fútbol

## Vittorie per club
- 5: Racing Club, Boca Juniors
- 4: River Plate
- 2: Huracán, Independiente
- 1: Rosario Central, Tiro Federal, Newell's Old Boys, Liga Mendocina de Fútbol, Liga Cordobesa de Fútbol, Liga Cultural de Frías.